# ADN, menace immédiate
Pour les articles homonymes, voir ADN (homonymie) et Prey.
ADN, menace immédiate (Prey) est une série télévisée américaine en treize épisodes de 42 minutes, créée par William Schmidt et diffusée entre le 15 janvier et le 9 juillet 1998 sur le réseau ABC.
En France, la série a été diffusée à partir du 11 décembre 1998 sur France 2. Elle reste inédite dans les autres pays francophones.

## Synopsis
Une évolution de l'espèce humaine est en train d'apparaître et ces nouveaux êtres ont décidé de tuer les humains.

## Distribution
- Debra Messing (VF : Michèle Lituac) : Dr Sloan Parker
- Adam Storke (VF : Lionel Tua) : Tom Daniels
- Larry Drake (VF : Jean-Pierre Moulin) : Dr Walter Attwood
- Frankie Faison (VF : Sylvain Lemarie) : Ray Peterson
- Vincent Ventresca (VF : Sébastien Desjours) : Dr Ed Tate

 Source et légende : version française (VF) sur RS Doublage

## Épisodes
1. L'Existence (Existence)
2. La Découverte (Discovery)
3. La Poursuite (Pursuit)
4. Les Origines (Origins)
5. Les Révélations (Revelations)
6. L'Infiltration (Infiltration)
7. Les Transformations (Transformations)
8. Le Dénouement (Veil)
9. La Collaboration (Collaboration)
10. La Contamination (Sleeper)
11. La Vengeance (Vengeance)
12. La Progéniture (Progeny)
13. La Délivrance (Deliverance: Part 1)